# فیات ای.۷۴
فیات ای. ۷۴ (به انگلیسی: Fiat A.74) یک موتور هواگرد ساختِ کارخانهٔ فیات اتومبیلز در کشور ایتالیا است.